# Lưu Hoằng Tháo
Lưu Hồng Tháo (chữ Hán: 劉洪操, ?-938), hay Lưu Hoằng Tháo (劉弘操), hay Lưu Hoằng Thao, là một hoàng tử và tướng lãnh nhà Nam Hán thời Ngũ Đại Thập Quốc trong lịch sử Trung Quốc. Ông là người chỉ huy đội binh thuyền Nam Hán tấn công Tĩnh Hải quân và bị Ngô Quyền đánh bại rồi giết chết trong trận đánh trên sông Bạch Đằng cuối năm 938.

## Thân thế
Trước đây, các tài liệu Việt Nam chép tên ông căn cứ theo Đại Việt Sử ký toàn thư là Lưu Hoằng Tháo (劉弘操) hoặc Lưu Hoằng Thao. Tuy nhiên, nhiều nhà nghiên cứu cho rằng tên ông đúng là Lưu Hồng Tháo (劉洪操) căn cứ theo Tân Ngũ Đại sử vốn có niên đại gần với thời kỳ của ông hơn.
Lịch sử Việt Nam và Trung Quốc không chép nhiều về Hồng Tháo. Theo Tân Ngũ Đại sử thì ông là con trai thứ 9 của Nam Hán Cao tổ Lưu Cung (hay Lưu Nghiễm). Năm 932, ông được vua cha phong tước Vạn vương (萬王).

## Trận chiến Bạch Đằng
Lãnh thổ Nam Hán ở vùng Quảng Đông, Quảng Tây, giáp với Tĩnh Hải quân của người Việt ở phía nam đã giành quyền tự chủ từ đầu thế kỷ 10 và vua cha Lưu Cung từng đánh chiếm được một thời gian (930-931). Năm 937, nhân ở Tĩnh Hải quân xảy ra sự kiện Kiều Công Tiễn giết Tiết độ sứ Dương Đình Nghệ tiếm quyền, bị Ngô Quyền cất quân hỏi tội, Kiều Công Tiễn cho người sang Nam Hán cầu cứu; Lưu Hoằng Thao được vua cha cải phong làm Giao vương (交王) chỉ huy đạo quân sang xâm lược đất Việt.
Sách Tân Ngũ Đại sử chép:
| “                      | Năm thứ 10, Giao Châu nha tướng Kiều Công Tiễn giết Dương Đình Nghệ tự lập, tướng cũ của Dương Đình Nghệ là Ngô Quyền đánh Giao Châu, Kiều Công Tiễn xin cứu viện. Nghiễm phong Hồng Thao tước Giao vương, xuất binh theo hướng Bạch Đằng tấn công. Còn Nghiễm thì đóng binh tại Hải Môn. | ” |
| — Tân Ngũ Đại sử, q.65 | |   |

Đại Việt sử ký toàn thư chép:
| “                              | Mậu Tuất, [938], (Tấn Thiên Phúc năm thứ 3). Mùa đông, tháng 12, nha tướng của Dương Đình Nghệ là Ngô Quyền từ Ái Châu cất quân đánh Kiều Công Tiễn. Kiều Công Tiễn sai sứ sang đút lót để cầu cứu với Nhà Hán. Vua Nam Hán là Lưu Cung muốn nhân khi nước ta có loạn chiếm lấy nước, bèn cho con là Vạn vương Lưu Hoằng Tháo làm Tĩnh Hải quân Tiết độ sứ, đổi tước phong là Giao vương, đem quân sang cứu Kiều Công Tiễn. Vua Nam Hán tự làm tướng, đóng ở Hải Môn để làm thanh viện. | ” |
| — Đại Việt sử ký toàn thư, q.5 | |   |

Quân Nam Hán chưa tiến sang, Ngô Quyền đã hạ thành Đại La và giết chết Kiều Công Tiễn. Trước khi tấn công, Nam Hán đế Lưu Cung đã hỏi kế ở Sùng Văn sứ là Tiêu Ích. Ích nói: 
| “                              | Nay mưa dầm đã mấy tuần, đường biển thì xa xôi nguy hiểm, Ngô Quyền lại là người kiệt hiệt, không thể khinh suất được. Đại quân phải nên thận trọng chắc chắn, dùng nhiều người hướng đạo rồi sau mới nên tiến. | ” |
| — Đại Việt sử ký toàn thư, q.5 | |   |

Lời đánh giá của Tiêu Ích hoàn toàn chính xác, nhưng Lưu Cung muốn hành quân nhanh để đánh chiếm lại Tĩnh Hải quân, nên không nghe Tiêu Ích. Thực ra, còn một điểm chí tử nữa của quân Nam Hán mà Ngô Quyền đã nhận định với các tướng.
| “                              | Lưu Hoằng Tháo là đứa trẻ khờ dại, đem quân từ xa đến, quân lính còn mỏi mệt, lại nghe Kiều Công Tiễn đã chết, không có người làm nội ứng, đã mất vía trước rồi. Quân ta lấy sức còn khỏe địch với quân mỏi mệt, tất phá được. Nhưng bọn chúng có lợi ở chiến thuyền, ta không phòng bị trước thì thế được thua chưa biết ra sao. Nếu sai người đem cọc lớn vạt nhọn đầu bịt sắt đóng ngầm ở trước cửa biển, thuyền của bọn chúng theo nước triều lên vào trong hàng cọc thì sau đó ta dễ bề chế ngự, không cho chiếc nào ra thoát | ” |
| — Đại Việt sử ký toàn thư, q.5 | |   |

Lời nhận định này quả không sai. Theo chính sử, 2 người anh Lưu Hoằng Tháo là Lưu Hồng Độ (con thứ 3, được phong Tần vương, sau là Hán Thương đế Lưu Phần) và Lưu Hồng Hi (con thứ 4, được phong Tấn vương, sau là Nam Hán Trung tông Lưu Thịnh) đều được phong vương cùng năm 932, đều cùng sinh năm 920. Theo đó suy ra vào thời điểm năm 938 thì Lưu Hoằng Tháo chưa quá 18 tuổi. Lưu Cung, bấy giờ tuổi cũng đã gần 50, cũng là nhà chính trị và quân sự lão luyện, nhưng lại mắc sai lầm giao đội quân chủ lực cho "đứa trẻ khờ dại" để đấu với Ngô Quyền, một tướng lĩnh đã 40 tuổi, trải qua ít nhất 2 cuộc chiến Nam Hán đánh bại họ Khúc và Dương Đình Nghệ đánh bại quân Nam Hán giành lại quyền tự chủ.

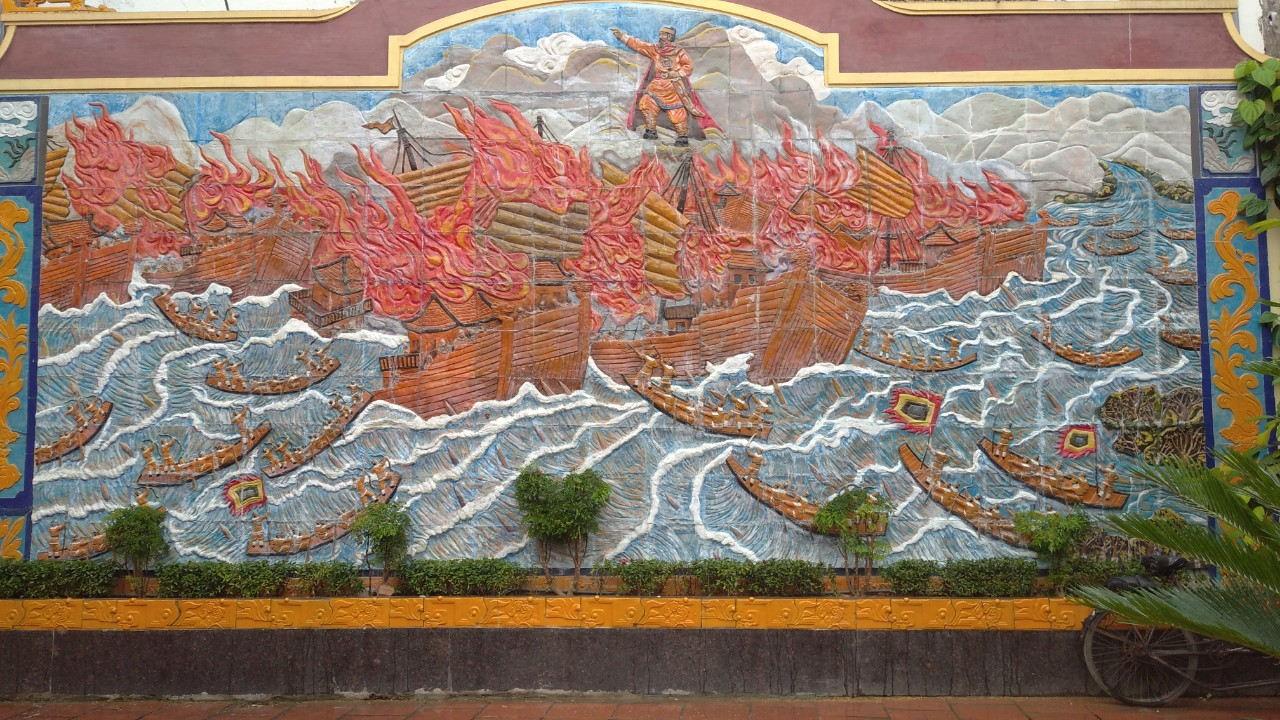
Tranh ghép đá mô phỏng trận Bạch Đằng 938

Tính khí kiêu căng, vô mưu, quả nhiên Lưu Hoằng Tháo mắc bẫy Ngô Quyền rất dễ dàng. Sau vài trận thắng dễ dàng, mắc mưu khiêu chiến, giả thua chạy để dụ địch đuổi theo, Lưu Hoằng Tháo bị rơi vào điểm đặt phục binh của quân Việt, thuyền đều mắc vào cọc mà lật úp, rối loạn tan vỡ, quân lính chết đuối quá nửa. Quân Việt thừa thắng đuổi đánh, đánh tan đạo quân chủ lực của quân Nam Hán. Lưu Hoằng Tháo bị Ngô Quyền bắt rồi giết chết.
Đạo binh xâm lược tan vỡ, Lưu Hoằng Tháo bị giết khi còn rất trẻ. Lưu Cung đành bỏ hẳn ý định đánh chiếm Tĩnh Hải quân và chết sau đó 4 năm.

## May mắn của số phận?
Tuy chết trẻ, nhưng dù sao cái chết của Lưu Hoằng Tháo cũng là cái chết trên chiến trường. Các anh em ông đều chết trẻ, thậm chí có kết cục bi thảm hơn nhiều.
Hai anh lớn của là Lưu Diệu Xu và Lưu Quy Đồ chết sớm. Cha ông, Nam Hán đế Lưu Nghiễm từng có ý định lập con thứ 5 là Lưu Hồng Xương người kế vị, nhưng do sự can gián của Sùng Văn sứ Tiêu Ích, nên anh thứ 3 là Lưu Hồng Độ được lập làm người kế vị. Sau khi Lưu Nghiễm chết năm 942, Hồng Độ lên ngôi, đổi tên thành Lưu Phần (劉玢), đổi niên hiệu thành Quang Thiên, phong em là Tấn vương Hồng Hi làm phụ chính. Chưa được một năm, Hồng Xương bị các em là Hồng Hi, Hồng Cảo sai người ám sát.
Hồng Hi lên ngôi, đổi tên thành Lưu Thịnh (劉晟), nhưng lo sợ bị các em cướp ngôi, nên ra tay rất tàn độc. Năm 943, ngay khi lên ngôi không lâu, giết Hồng Cảo. Năm sau 944, giết Hồng Xương, Hồng Trạch. Năm 945, giết Hồng Nhã. Năm 947, Hồng Bật, Hồng Đạo, Hồng Ích, Hồng Tể [Tế], Hồng Giản, Hồng Kiến, Hồng Vĩ, Hồng Chiêu [Chiếu] cũng bị giết. Năm 954, Hồng Mạc bị giết. Năm 955, người cuối cùng là Hồng Chính cũng bị anh giết chết. Ba năm sau, đến lượt Lưu Thịnh cũng bệnh chết khi mới 38 tuổi.